# La Vid de Bureba
La Vid de Bureba település Spanyolországban, Burgos tartományban. La Vid de Bureba Briviesca, Vileña, Los Barrios de Bureba, Quintanaélez, Busto de Bureba és Berzosa de Bureba községekkel határos. Lakosainak száma 24 fő (2024).

## Népesség
A település népessége az utóbbi években az alábbiak szerint változott:
| Lakosok száma | 41   | 30   | 37   | 32   | 28   | 19   | 17   | 33   | 19   | 24   |
|               | 2001 | 2004 | 2006 | 2009 | 2011 | 2014 | 2016 | 2019 | 2021 | 2024 |